# Гипотеза Буняковского
Гипотеза Буняковского гласит, что если {\displaystyle f(x)} — целозначный неприводимый многочлен и d — наибольший общий делитель всех его значений в целых точках, то целозначный многочлен {\displaystyle f(x)/d} принимает бесконечно много простых значений.
Если {\displaystyle f(x)=kx+b} — линейная функция, то наибольший общий делитель её значений равен {\displaystyle {\text{НОД}}(k,b)}. И тогда по теореме Дирихле о простых числах в арифметической прогрессии линейная функция {\displaystyle f_{1}(x)={\frac {kx+b}{d}}} принимает бесконечное множество простых значений (видно, что {\displaystyle f_{1}(x)} целозначна). То есть гипотеза сформулирована корректно.
4-я проблема Ландау — частный случай этой гипотезы при {\displaystyle f(x)=x^{2}+1.}
В статье Bateman, Horn приведена общая эвристическая формула, из которой следует, что плотность простых значений неприводимого многочлена {\displaystyle f(x)}, удовлетворяющая условиям гипотезы Буняковского, описывается как
{\displaystyle \pi _{f}(N)\sim {\frac {C(f)}{\deg f}}\int \limits _{2}^{N}{\frac {dt}{\ln t}},}
где {\displaystyle \pi _{f}(N)} — количество целых {\displaystyle n\leq N} таких что {\displaystyle f(n)} простое число, и константа {\displaystyle C(f)=\prod \limits _{p}{\frac {1-{\frac {\omega (p)}{p}}}{1-{\frac {1}{p}}}}}, где {\displaystyle p} пробегает простые числа и {\displaystyle \omega (p)} — число решений сравнения {\displaystyle f(x)\equiv 0{\pmod {p}}} в поле {\displaystyle \mathbb {Z} /(p).}

## Пример
Покажем, например, как можно оценить {\displaystyle C(f)} при {\displaystyle f(x)=x^{2}+1}. Тогда {\displaystyle \omega (2)=1}, при {\displaystyle p\equiv -1{\pmod {4}}} будет {\displaystyle \omega (p)=0}, а при {\displaystyle p\equiv 1{\pmod {4}}} будет {\displaystyle \omega (p)=2}. Остается только численно вычислить произведение.